# Kernkraftwerk Wylfa
Das Kernkraftwerk Wylfa befindet sich westlich der Cemaes Bay auf der Insel Anglesey im Norden von Wales im Vereinigten Königreich.

## Geschichte und technische Daten
Das Kernkraftwerk umfasst zwei Magnox-Reaktoren mit jeweils 490 MW installierter Leistung („Wylfa-1“ und „Wylfa-2“) deren Baubeginn 1963 und Inbetriebnahme 1971 war.
Das Kernkraftwerk wurde von der Fa. Magnox Electric Limited betrieben und ist im Besitz der britischen Nuclear Decommissioning Authority (NDA, dt. Behörde für die Stilllegung kerntechnischer Anlagen). Es sollte ursprünglich 2010 aus wirtschaftlichen Gründen stillgelegt werden.
Am 25. April 2012 ging Wylfa-2 wegen eines ungeplanten Stillstands fünf Tage früher vom Netz als geplant und wurde nicht mehr angefahren. Nachdem der Kraftwerksbetreiber die Bewilligung erhalten hatte, die teilweise gebrauchten Kernbrennstäbe aus dem Reaktor Wylfa 2 im Reaktor Wylfa 1 zu verwenden und die Fertigung der Magnox-Brennelemente ausgelaufen war, sollte Wylfa 1 ursprünglich bis zum 30. September 2014 weiterbetrieben werden. Für eine weitere Verlängerung der Laufzeit bis Dezember 2015 waren weitere Sicherheitsüberprüfungen notwendig, die im September 2014 abgeschlossen wurden. Am 30. Dezember 2015 wurde Wylfa-1 als letzter der britischen Magnox-Reaktoren stillgelegt.
Im September 2019 waren alle Brennstäbe nach Sellafield verbracht.

## Geplanter Kraftwerksneubau
Am Standort Wylfa sollten zwei Siedewasserreaktoren mit einer Leistung von 3100 MW errichtet werden; die Inbetriebnahme war für 2027 geplant. Die Firma Hitachi Ltd. legte die Pläne zum Bau der Reaktoren im Januar 2019 auf Eis und stoppte das Projekt 2020 endgültig.

## Daten der Reaktorblöcke
Das Kernkraftwerk Wylfa hat insgesamt zwei Blöcke:
| Reaktorblock | Reaktortyp     | Netto- leistung | Brutto- leistung | Baubeginn  | Netzsyn- chronisation | Kommerzieller Betrieb | Abschaltung |
| ------------ | -------------- | --------------- | ---------------- | ---------- | --------------------- | --------------------- | ----------- |
| Wylfa-1      | Magnox-Reaktor | 490 MW          | 540 MW           | 01.09.1963 | 24.01.1971            | 01.11.1971            | 30.12.2015  |
| Wylfa-2      | Magnox-Reaktor | 490 MW          | 540 MW           | 01.09.1963 | 21.07.1971            | 03.01.1972            | 25.04.2012  |